# خرموش حشره‌خوار راه‌راه ایساروگ
خرموش حشره‌خوار راه‌راه ایساروگ (نام علمی: Chrotomys gonzalesi) نام یک گونه از سرده خرموش‌های راه‌راه لوزان است.